# 徐命膺
徐 命膺（ソ・ミョンウン、じょ めいよう、ハングル: 서명응、1716年 - 1787年）は、李氏朝鮮時代の学者・高級官僚。本貫は大邱。中国殷王朝の政治家箕子による朝鮮征服と箕子朝鮮建国後の事績を整理した『箕子外紀』を編纂した。

## 逸話
1778年に白頭山に登山した記録を残している。それによると徐命膺は、白頭山の頂上で「この場所は中国領でもなく朝鮮領でもない遥かな辺境であり、千年に一人二人登るか登らないかという場所であるが、ついに私が登ってみると、この大きな池の名がないので、天が私に名をつけよという思し召しだろう」と言って、太一沢と名付けた。太一沢とは森羅万象が太極に起源をもち、森羅万象は太極に帰一するという意味である。
このことから李栄薫は、現在白頭山は朝鮮人の聖地ではあるが、李氏朝鮮時代の白頭山は、性理学の自然観と歴史観とを象徴する山であり、朝鮮人の聖地ではなかったこと、日本の植民地時代に消滅の危機に瀕した朝鮮人が民族意識を共有するに至り、白頭山が朝鮮人の聖地に生まれ変わったことの証左だとする。つまり、白頭山の頂上の噴火口とそこに佇む池を見て太極を発想した徐命膺に、檀君翁の降臨した場所であると興奮する今日の朝鮮人（韓国人）の姿はみられない。さらに、徐命膺以外にも、18世紀から19世紀に幾人が白頭山登山記を残したが、ある人は白頭山を天下一の名声高い中国の崑山の脈を正統に受け継ぐ山であると言い、ある人は白頭山から朝鮮領を見下ろし、箕子の国が広がっていると詠ったといい、20世紀に入り日本の抑圧を受け消滅の危機に瀕した朝鮮人は、民族という新たな発見に至り、白頭山が民族の聖地へと変わった。

## 著書
- 『箕子外紀』